# Doug Yule
Douglas Alan "Doug" Yule, född 25 februari 1947 i Mineola, New York, är en amerikansk musiker och sångare, mest känd som medlem av rockgruppen The Velvet Underground där han ersatte originalbasisten John Cale. Trots att han var medlem under längre tid än Cale har han ibland haft svårt att få erkännande för sina insatser i bandet, bland annat exkluderades han när bandet valdes in i Rock and Roll Hall of Fame 1996.
Yule värvades till The Velvet Underground 1968 efter att Cale lämnat bandet. Han medverkade på bandets tredje album The Velvet Underground, utgivet året därpå, på vilket han spelade bas och orgel. Han sjöng även låten "Candy Says" och kompletterade på så vis sångaren Lou Reed på ett liknande sätt som Nico gjort på gruppens debutalbum The Velvet Underground and Nico. På nästa album, Loaded (1970), ökade Yules inflytande. Han sjöng på flera låtar och spelade utöver bas även keyboard, gitarr och trummor. Albumet såg även medverkan från hans bror Billy Yule, som spelade trummor på några låtar.
Efter att Lou Reed hoppat av i slutskedet av inspelningarna av Loaded föll The Velvet Underground sönder. Yule spelade dock, tillsammans med trummisen Ian Paice, in ytterligare ett album som gavs ut under bandnamnet. Albumet, Squeeze, gavs ut 1973. Det blev ett fiasko såväl ekonomiskt som kritikmässigt och sågs mest som ett sätt att krama pengar ur bandets goda namn. Det har senare spekulerats i om det inte varit ett bättre drag för Yule att ge ut det som ett soloalbum.
Efter The Velvet Underground har Yule bland annat spelat med Lou Reed och med gruppen American Flyer. Han har även gett ut ett soloalbum, livealbumet Live in Seattle 2002.